# Txuvaixos
Els txuvaixos (txuvaix чǎвашсем, rus чуваши, tàtar: Çuaşlar\Чуашлар) són un poble turquès majoritari a Txuvàixia. El seu nom es considera relacionat amb el turc yavaş "gentil, amable, dòcil".
Segons el cens soviètic de 1989, la població txuvaix era de 1.843,300; 907.000 d'ells vivien a Txuvàixia. La resta vivien a Tatarstan, als districtes d'Aqsubay, Bua, Nurlat, Täteş, Çirmeşän, Çüpräle, Baixkortostan, óblast de Samara, óblast d'Uliànovsk, óblast de Tiumén, óblast de Kémerovo, óblast d'Orenburg, óblast de Moscou, Krai de Krasnoiarsk, així com al Kazakhstan i a Ucraïna. Al cens de 1939 eren 1.369.000.
Són dividits en tres grups: Txuvaixos dels turons (вирьял, тури; viryal, turi) al nord i nord-est de Txuvàixia; Txuvaixos dels prats (анат енчи; anat yenči) al centre i sud-oest de Txuvàixia; i Txuvaixos dels plans (анатри; anatri) al sud i fora de Txuvàixia.
Ells parlen txuvaix i són principalment ortodoxos, tot mantenint algunes tradicions precristianes. El cristianisme es va introduir a partir del segle xviii. Endemés del txuvaix, molts d'ells també parlen rus i tàtar.
Alguns intel·lectuals creuen que una bona part d'ells es convertiren a l'Islamisme en l'edat mitjana sota influència dels tàtars de Kazan, i s'uniren a aquests tàtars amb els quals es van fusionar (la població txuvaix va disminuir: el 1800 eren tres vegades més que els tàtars, i el 1897 eren dues vegades menys). El nom de txuvaixos no apareix a les cròniques russes fins al segle xv.
Potser provenen de les tribus Suars o Sabir dels Búlgars del Volga, barrejats amb tribus locals Mari. En els segles XV i XVI, les terres txuvaix foren incorporades al Kanat de Kazan, i el 1550 annexades a Rússia. La teoria de la seva descendència dels khàzars està desacreditada; una altra teoria els fa descendents dels burtes. De 1708 a 1920, les terres txuvaix formaren part de la Governació de Kazan.
Altres creuen que els txuvaix són descendents dels protobúlgars de Bulgària del Volga (per la similitud de la llengua d'acord amb les inscripcions de l'antiga ciutat de Bólgar i inscripcions búlgares al Danubi), barrejats amb maris i altres pobles de llengua finoúgrica. Dins d'aquests serien part de la tribu dels savak o savaz, que inicialment van refusar l'islam i van restar animistes. La teoria més moderna els fa descendents de grups finoúgric (pels substrats a la llengua) que foren turquitzats abans de l'arribada dels búlgars al segle vii, procés que no es va aturar després.
Són el tercer grup ètnic en importància a Kazan (1,2%) i el principal a Txeboksari (63%).